# Mračaj Krstinjski
Mračaj Krstinjski – wieś w Chorwacji, w żupanii karlowackiej, w gminie Vojnić. W 2011 roku liczyła 7 mieszkańców.